# Scanisaurus
Scanisaurus ("Skåne-øgle") var en slægt blandt plesiosaurerne (svaneøgler), langhalsede havboende krybdyr. Dens fossiler er fundet i kridtaflejringer i Skåne, i Gundestrup og Bromølle. I kridttiden var det nordøstlige Skåne  et varmt og lavt hav kaldt Christiansstad-bækkenet, hvor der er fundet rester af bl.a. dinosaurer, mosasaurer og hajer.